# Richard Daniel
Richard Daniel (24 de dezembro de 1900 - 4 de maio de 1986) foi um oficial alemão que serviu durante a Segunda Guerra Mundial. Foi condecorado com a Cruz de Cavaleiro da Cruz de Ferro.

## Carreira

### Patentes
- Oberst
- Generalmajor

### Condecorações
| Badge de Feridos em Preto          |                            |
| Cruz de Ferro 2ª Classe            | 12 de julho de 1941        |
| Cruz de Ferro 1ª Classe            | 28 de julho de 1941        |
| Cruz Germânica em Ouro             | 2 de junho de 1943         |
| Cruz de Cavaleiro da Cruz de Ferro | 25 de julho de 1942        |
| Folhas de Carvalho                 | nº 857 30 de Abril de 1945 |